# 李紹賢 (天啓進士)
李绍贤（？—1643年），原名李绍芳，字聖輔，號印渚，山西平阳府蒲州民籍。明朝政治人物。

## 生平
萬曆三十四年（1606年）丙午科山西鄉試舉人，中举后，更名李绍贤，天啓二年（1622年）壬戌科進士。六月考选庶吉士，五年六月授翰林院编修，八月充实录纂修官。崇祯元年会试同考，历官中允、谕德、左庶子、詹事府少詹士兼翰林院侍讲学士，十三年升户部右侍郎兼翰林院侍读学士，督理钱法。十四年改礼部右侍郎，掌詹事府事，加從二品服俸，十六年养病卒。著有《馆课草》。

## 家族
祖李鸿恩，贡士，封文林郎洛阳知县，赠陕西左布政使。父李养质，万历十三年乙酉科举人，十四年丙戌进士，陕西布政使。